# Otus cyprius
El autillo chipriota (Otus cyprius) es una especie de ave strigiforme de la familia Strigidae endémica de Chipre. Es considerada una subespecie del autillo europeo (O. scops) por algunas autoridades, pero tratado como especie separada por otras.